# Neptun-kút (Firenze)
A Neptun-kút egy szökőkút Firenzében, a Piazza della Signoria téren. Bartolommeo Ammannati alkotása, amely 1563 és 1575 között készült. A kortársak szerint nem tartozott a szobrász legjobb művei közé. A kút medencéje szélén lévő, tengeri istenségeket megelevenítő, nem emberi léptékű bronzszobrok Giambologna munkái.

## Helyi jelentősége
A helyi lakosok Il Biancone (A Nagy Fehér) néven emlegették. A szobor és a kút nem volt kedvelt, babonás félelmek kapcsolódtak hozzá, mivel a hiedelem szerint a nagy szobroknak lelkük van, és ez a Neptunus az Arno folyó kővé vált istene, aki teleholdkor megelevenedik, majd körbesétál a téren, és elbeszélget a többi szoborral.
2005 augusztusában fiatalok megrongálták a szobrot, letörték a jobb karját.